# ناصر وحیشی
ناصر عبد الکریم الوحیشی یا ابو بصیر شهروند یمنی و فرمانده گروه القاعده در شبه جزیره عربستان بود. عربستان و یمن هردو از وی به عنوان یکی از مهم‌ترین افراد تحت تعقیب خود یاد می‌کنند. در اکتبر ۲۰۱۴ وزارت امور خارجه آمریکا جایزه دستگیری وی را ۱۰ میلیون دلار آمریکا یعنی رقمی مشابه با ابوبکر بغدادی فرمانده داعش قرار داد. الوحیشی در حمله هواپیمای بدون سرنشین آمریکا به استان حضرموت در ۱۲ ژوئن ۲۰۱۵ کشته شد.